# Kluski na parze
 (décembre 2019).
Les kluski na parze (aussi appelés pampuchy ou buchty), sont une spécialité culinaire polonaise servie sous la forme de boulettes de pain chaudes pouvant être accompagnées d'une sauce de rôti, de beurre fondu ou de sucre.